# Oenanthe sarmentosa
Oenanthe sarmentosa är en tvåhjärtbladig växtart som beskrevs av Karel Bořivoj Presl och Augustin Pyrame de Candolle. Oenanthe sarmentosa ingår i släktet stäkror, och familjen flockblommiga växter. Inga underarter finns listade i Catalogue of Life.